# Eumir Marcial
Eumir Marcial (Zamboanga, 29 oktober 1995) is een Filipijns bokser. Marcial won een bronzen medaille in de middengewichtklasse op de Olympische Spelen van 2020 in Tokio. In 2023 veroverde hij zilver bij de Aziatische Spelen in Hangzhou. 

## Biografie
Eumir Marcial werd geboren op 29 oktober 1995 in Zamboanga op het zuidelijke eiland Mindanao. Marcial begon met boksen in zijn geboortestad, waar zijn vader ook actief was als bokstrainer. In 2011 won Marcial een gouden medaille op het wereldkampioenschappen boksen voor junioren in de categorie bantamgewicht. Twee jaar later werd hij door de Aziatische boksfederatie uitgeroepen tot beste Aziatische jeugdbokser van het jaar.
In 2015 won Marcial een gouden medaille op de Zuidoost-Aziatische Spelen in de categorie weltergewicht. Twee jaar later wist hij deze presatie te evenaren op de Zuidoost-Aziatische Spelen in Kuala Lumpur in het middengewicht. In 2019 won Marcial zijn derde gouden medaille op rij op de Zuidoost-Aziatische Spelen. Tevens won hij dat jaar op de wereldkampioenschappen boksen mannen in Jekaterinenburg een zilveren medaille in de categorie middengewicht. Hij verloor in de finale van de Rus Gleb Bakshi.
Op de Olympische Zomerspelen 2020 in Tokio, Japan behaalde Marcial de halve finale door winst op de Algerijn Younes Nemouchi en Armeniër Arman Darchinyan in de kwartfinale. In de halve finale verloor Marcial echter van de Oekraïner Oleksandr Chyzjnjak en moest derhalve genoegen nemen met een bronzen medaille.
In 2023 was Marcial opnieuw succesvol op een groot toernooi, toen hij op de uitgestelde Aziatische Spelen van 2022 in Hangzhou, China een zilveren medaille wist te veroveren, nadat hij in de finale verloor van de thuis boksende Chinees Tuohetaerbieke Tanglatihan in de categorie -80kg.
Door het bereiken van de finale van de Aziatische Spelen kwalificeerde Marcial zich voor de tweede opeenvolgende maal voor de Olympische Zomerspelen. Hij zal bij de Olympische Zomerspelen van 2024 in Parijs deelnemen in de categorie middengewicht.

## Erelijst
- Zuidoost-Aziatische Spelen 2015 in Singapore (vedergewicht)
- Zuidoost-Aziatische Spelen 2017 in Kuala Lumpur (middengewicht)
- Zuidoost-Aziatische Spelen 2018 in Bandar Seri Begawan (middengewicht)
- Olympische Zomerspelen 2020 in Tokio, Japan (middengewicht)
- Aziatische Spelen 2022 in Hangzhou, China (middengewicht)